# 霞州媽祖宮
霞州妈祖宫，位于中国福建省泉州市鲤城区江南街道霞洲社区，始建于明朝天启二年（1622年），1960年代文革期间拆毁。改革开放后在旧宫边重建新妈祖宫，闽南建筑风格，包括前殿、正殿及钟鼓楼。霞洲妈祖宫外的笋江桥，建于北宋皇祐元年（1049年）。
2013年8月，霞州妈祖宫公布为第七批泉州市文物保护单位。